# Szentgotthárdi járás
A Szentgotthárdi járás Vas vármegyéhez tartozó járás Magyarországon, amely 2013-ban jött létre. Székhelye Szentgotthárd. Területe 255,04 km², népessége 15 180 fő, népsűrűsége pedig 60 fő/km² volt 2013 elején. 2013. július 15-én egy város (Szentgotthárd) és 15 község tartozott hozzá.
A Szentgotthárdi járás a járások 1983-as megszüntetése előtt is létezett, 1969-ig.

## Fekvése
Legfontosabb folyója a Rába, ennek mentén fekszik a Szombathely-Grác vasútvonal.

## Települései
| Település       | Rang (2013. július 15.) | Közös hivatal | Kistérség (2013. január 1.) | Népesség (2013. január 1.) | Terület (km²) |
| --------------- | ----------------------- | ------------- | --------------------------- | -------------------------- | ------------- |
| Szentgotthárd   | járásszékhely város     | Szentgotthárd | Szentgotthárdi              | 8 787                      | 67,73         |
| Alsószölnök     | község                  | Alsószölnök   | Szentgotthárdi              | 373                        | 10,02         |
| Apátistvánfalva | község                  | Szentgotthárd | Szentgotthárdi              | 370                        | 12,86         |
| Csörötnek       | község                  | Csörötnek     | Szentgotthárdi              | 902                        | 20,53         |
| Felsőszölnök    | község                  | Alsószölnök   | Szentgotthárdi              | 584                        | 23,56         |
| Gasztony        | község                  | Rátót         | Szentgotthárdi              | 445                        | 14,27         |
| Kétvölgy        | község                  | Alsószölnök   | Szentgotthárdi              | 97                         | 6,28          |
| Kondorfa        | község                  | Csörötnek     | Őriszentpéteri              | 514                        | 21,61         |
| Magyarlak       | község                  | Csörötnek     | Szentgotthárdi              | 790                        | 7,62          |
| Nemesmedves     | község                  | Rátót         | Szentgotthárdi              | 27                         | 4,74          |
| Orfalu          | község                  | Alsószölnök   | Szentgotthárdi              | 65                         | 6,94          |
| Rábagyarmat     | község                  | Rátót         | Szentgotthárdi              | 806                        | 16,79         |
| Rátót           | község                  | Rátót         | Szentgotthárdi              | 306                        | 7,27          |
| Rönök           | község                  | Rátót         | Szentgotthárdi              | 417                        | 17,22         |
| Szakonyfalu     | község                  | Alsószölnök   | Szentgotthárdi              | 360                        | 11,19         |
| Vasszentmihály  | község                  | Rátót         | Szentgotthárdi              | 337                        | 6,41          |

## Története
A trianoni békeszerződés előtt keletről a Körmendi járás, délkeletről Zala vármegye, délről a Muraszombati járás, nyugatról Stájerország és északról a Németújvári járás határolta. Trianon után nyugaton és északon Burgenland, délen pedig Jugoszlávia lett a szomszédja.
A trianoni békeszerződés Ausztria, Szlovénia és Magyarország között osztotta fel a járást. Mivel ugyanekkor a Muraszombati járás három község (Gödörháza, Magyarszombatfa és Velemér) kivételével a Szerb–Horvát–Szlovén Királysághoz került, ezért Magyarországon a két járást összevonták Szentgotthárd–muraszombati járás néven. A Szentgotthárdi járás Ausztriához csatolt részéből az új Gyanafalvi járás alakult.
1941-ben, amikor a Délvidék egy részét Magyarország visszafoglalta, a korábbi Muraszombati járás kissé megváltozott határok között újraalakult. Ekkor a Szentgotthárdi járás is visszakapta eredeti nevét, és megőrizte azt az országhatároknak a háborút követő visszaállítása után is.
A Szentgotthárdi járás 1969. július 1-jén szűnt meg, amikor teljes területét a Körmendi járáshoz csatolták.

### Történeti adatai
Területe 1910 körül mintegy 694 km², népessége 55 ezer fő volt.
Közvetlenül megszűnése előtt, 1969-ben területe mintegy 389 km², népessége 22 ezer fő volt.

## Külső hivatkozások
- Dél-Burgenland portál
- Térkép
- Vasi digitális könyvtár